# Le Bardon
Le Bardon település Franciaországban, Loiret megyében. Lakosainak száma 970 fő (2022. január 1.). Le Bardon Baccon, Baule, Cravant, Messas és Meung-sur-Loire községekkel határos.

## Népesség
A település népességének változása:
| Lakosok száma | 538  | 724  | 783  | 871  | 1047 | 1060 | 1036 | 987  | 979  | 970  |
|               | 1968 | 1982 | 1990 | 2006 | 2013 | 2015 | 2017 | 2019 | 2020 | 2022 |